# Stara Fužina
Stara Fužina este o localitate din comuna Bohinj, Slovenia, cu o populație de 576 de locuitori.